# Nkm wz.38 FK
Nkm wz.38 FKは、第二次世界大戦でポーランド軍が使用した機関砲である。

## 概要
対戦車と対空の目的で使用され、ポーランド国産のTKS軽戦車にも搭載された。1938年～1939年にかけて生産され、発射する弾丸は1939年当時のドイツ軍が使用していたIV号戦車や38(t)戦車の装甲を貫通することが出来るだけの威力があり、ナチスドイツのポーランド侵攻においてポーランド軍の対戦車火力として活躍した。

## 装甲貫通力
| 距離(m)        | 装甲厚(mm) |
| 表面硬化装甲板 |            |
| 100            | 20         |
| 200            | 18         |
| 300            | 17         |
| 400            | 15         |
| 500            | 13         |
| 均質圧延鋼板   |            |
| 300            | 25         |
| 400            | 23         |
| 500            | 20         |